# Mituku
 (mars 2021).
Le mituku est une langue bantoue de la République démocratique du Congo[réf. souhaitée]. Le dialecte mokpá est distinct[réf. souhaitée].